# Departamentul Jinotega
Departamentul Jinotega este una dintre cele 17  unități administrativ-teritoriale de gradul I  ale statului  Nicaragua. Are o populație de 331.335 locuitori (2005). Reședința sa este orașul Jinotega.